# Rubus ribisoideus
Rubus ribisoideus är en rosväxtart som beskrevs av Jinzô Matsumura. Rubus ribisoideus ingår i släktet rubusar, och familjen rosväxter. Inga underarter finns listade i Catalogue of Life.